# Christoph Kumpan
Christoph Kumpan (* 1974 in Berlin) ist ein deutscher Rechtswissenschaftler und Inhaber des Lehrstuhls für Bürgerliches Recht, Unternehmensrecht und Kapitalmarktrecht an der Bucerius Law School in Hamburg.

## Leben
Christoph Kumpan studierte in Berlin Volkswirtschaftslehre sowie in Berlin, Heidelberg und Chicago Rechtswissenschaft. Nach dem Ersten Juristischen Staatsexamen im Jahre 2000 erwarb er einen LL.M. an der University of Chicago (2002), wobei er von der Studienstiftung des deutschen Volkes gefördert wurde. Darauf folgte das Zweite Juristische Staatsexamen (2004).
Er war wissenschaftlicher Referent (2004–2012) und zuvor wissenschaftlicher Mitarbeiter (2000–2004) am Max-Planck-Institut für ausländisches und internationales Privatrecht. Nach seiner Promotion zu dem Thema „Die Regulierung außerbörslicher Wertpapierhandelssysteme im deutschen, europäischen und US-amerikanischen Recht“, die mit der Otto-Hahn-Medaille sowie dem Hochschulpreis des Deutschen Aktieninstituts ausgezeichnet wurde, begann er unter der Betreuung von Klaus Hopt die Habilitation. Währenddessen war er im Frühjahr 2006 und im Herbst 2008 Visiting Fellow an der University of Cambridge. Auf seine Habilitation über das Thema „Der Interessenkonflikt im deutschen Privatrecht“ an der Universität Hamburg im Jahre 2013 folgte die Verleihung der Lehrbefugnis für die Rechtsgebiete Bürgerliches Recht, deutsches und europäisches Handels-, Gesellschafts- und Kapitalmarktrecht, Zivilverfahrensrecht und Rechtsvergleichung. Von 2016 bis 2020 war er Inhaber des Lehrstuhls für Bürgerliches Recht, Wirtschaftsrecht, Internationales Privatrecht und Rechtsvergleichung an der Martin-Luther-Universität Halle-Wittenberg. Seit April 2020 ist er Professor für Bürgerliches Recht, Unternehmensrecht und Kapitalmarktrecht an der Bucerius Law School in Hamburg. Dort ist er zudem Direktor des Notarrechtlichen Zentrums Familienunternehmen, Direktor des Centers for Interdisciplinary Research on Energy, Climate and Sustainability (CECS), Direktor des Instituts für Unternehmens- und Kapitalmarktrecht sowie Project Leader des Hamburg Network for AI and Law.
Seine Forschungsschwerpunkte liegen im Kapitalmarktrecht, Recht der Corporate Governance, Recht der Interessenwahrung und Marktorganisationsrecht. Zudem forscht er zu Rechtsfragen der künstlichen Intelligenz.

## Schriften (Auswahl)
- Die Regulierung außerbörslicher Wertpapierhandelssysteme im deutschen, europäischen und US-amerikanischen Recht. Berlin 2006, ISBN 3-89949-321-4.
- Der Interessenkonflikt im deutschen Privatrecht. Tübingen 2014, ISBN 3-16-153052-7.
- als Herausgeber mit Matthias Lehmann: European financial services law. Article-by-article commentary. Baden-Baden 2019, ISBN 3-8487-3690-X.
- Der verständige Anleger in der Marktmissbrauchsverordnung, ZHR 184 (2020), 180–221 (gemeinsam mit Robin Misterek), ISSN 0044-2437.